# À quoi je sers…
«À quoi je sers…» (с фр. — «Зачем я живу…») — песня, записанная французской певицей Милен Фармер. Первоначально исполнялась лишь вживую на концертах в рамках тура 1989 года и была включена позднее в концертный альбом En concert, в качестве сингла же была выпущена студийная версия песни, премьера состоялась 17 июля 1989 года.

## Написание и релиз
В мае 1989 года Фармер начала свое первое турне по Франции, которое шло с большим успехом. Вероятнее всего Милен написала песню во время тура, решив поделиться своими переживаниями и сомнениями в музыкальной карьере. Фармер и Бутонна решают выпустить её в качестве сингла, для второй стороны была выбрана композиция «La Veuve noire», музыкальная часть которой была схожа с «À quoi je sers…». Из-за успеха предыдущего сингла, песни «Sans logique», релиз был отложен до июля 1989 года. Часто композиция рассматривается как завершающий этап начального периода карьеры исполнительницы.

## Стихи и музыка
Французский писатель Эрван Чуберре сказал: «„À quoi je sers…“ — это песня с отчаянной лирикой, но танцевальным ритмом, которая включает в себя одну из любимых фраз депрессивных людей. Пессимистическая песня о безумии, желании самоубийства и впечатлении тщетности бытия». При написании Милен вдохновлялась романом 1942 года L’Apprentissage de la ville французского писателя Люка Дитриха, книги которого обычно были наполнены депрессивной тематикой. По словам биографа Бернарда Вайолета, песня «о саморазрушении», «наполнена особым символизмом, описывающим переход от жизни к смерти» и «иллюстрирует странное оцепенение, в котором певица, кажется, находится в реальной жизни».
По мнению некоторых наблюдателей, эта песня могла бы стать символом всей вселенной творчества Фармер. Название песни заканчивается многоточием, а не знаком вопроса, предполагая, что «певица сомневается в её полезности бытия на Земле». На черно-белой обложке Фармер изображена в ее гримерной после одного из концертов, вытирающая слезу платком. Поэтому песня может быть рассмотрена как гимн «одиночеству, которое овладевает артистом после его ухода со сцены».

## Музыкальное видео

### Съёмки
Единственный раз в карьере Фармер, когда непосредственно Лоран Бутонна снял видео и написал его сценарий (обычно именно Милен занималась последним). Видео было снято в течение двух дней в августе 1989 года на Лак де Гранд-Льё (Атлантическая Луара, Франция), с бюджетом около 30 000 евро. Кроме того, это первый из клипов Фармер, который был снят в черно-белом формате. Все персонажи из предыдущих клипов появляются в «À quoi je sers…» однако, поскольку некоторые актеры, которые исполнили оригинальные роли, не смогли принять участие в съемках, поэтому персонажей играли двойники. По некоторым данным, у Фармер во время съемок развилась морская болезнь. Актер, который играет лодочника — гитарист Фармер, Слим Пезин. Во время съемки видео погода была теплой с утренним туманом, однако Фармер оставалась все время в шерстяном пальто.

### Сюжет
В начале видео Фармер стоит на берегу пруда с чемоданом в руке. Человек с большими темными кругами вокруг глаз появляется на лодке сквозь туман и Фармер поднимается на борт, садится, она кажется очень грустной и задумчивой. Используя длинное весло, человек гребет для того чтобы двинуть шлюпку среди камышей. Через некоторое время появляются пять силуэтов, идущих по воде (это Расукин [«Tristana»], соперница [«Libertine»], кукольник [«Sans contrefaçon»], английский капитан [«Pourvu qu’elles soient douces»] и матадор [«Sans logique»]). Фармер присоединяется к ним, а лодка уплывает.
Вероятно, сюжет видео основан на произведении La Maison des morts, написанным французским поэтом Гийомом Аполлинером. В этом случае пруд символизирует смерть; также видео можно рассматривать как аллегорию, в которой лодка на болоте может олицетворять лодку на реке в преисподнюю в греческой мифологии, переход Фармер из мира живых в мир мертвых. Что же касается прогулки персонажей в воде в конце видео, это навевает на мысль, что каждый вынужден продолжать свою жизнь со своими воспоминаниями и своими тревогами, не задавая слишком много вопросов.

## Критика
В обзоре газеты France Soir песня описана как «жалкий ответ на „On est tous des imbéciles“ и „Sans logique“». Издание же Spot Light назвал «À quoi je sers…» «одной из самых красивых песен года». В Graffiti назвали песню «манящей, легкой и стремительной незабываемой песней (…) которая однозначно вызовет интерес у слушателей». В рецензии Jeune et Jolie заявили, что эта песня с «одним из самых красивых текстов, которые [Фармер] когда-либо писала».

## Коммерческий успех
Сингл был выпущен только на территории Франции, однако не смог попасть в десятку лучших. Он дебютировал в топ-50 12 августа под номером 29 и достиг пика под номером 16 шесть недель спустя, и здесь оставался в течение двух недель. После этого песня падала почти непрерывно и в общем оставалась в топ-50 четырнадцать недель. В феврале 2018 года песня вновь попала в чарт благодаря переизданию на виниле, достигнув 3 строчки.

## Промоушн
В 1989 году Фармер участвовала в трех телевизионных шоу, в которых она исполнила «À quoi je sers…»: J’y crois dur comme terre (2 сентября, TF1), Sacrée Soirée (6 сентября, TF1), Avis de recherche (15 сентября, TF1).
«À quoi je sers…» исполнялась во время тура 1989 года, а также была включена в концертный альбом En Concert. Во время выступления певица была одета в черно-белые клетчатые брюки и серый жакет. Песня изначально планировалась к включению в сет-лист тура Mylenuim, так как Фармер исполняла песню во время репетиций в Марселе, но в итоге была заменена на «Il n’y a pas d’ailleurs». Она также была исполнена во время ее тура 2009 года и таким образом была включена в трек-лист концертного альбома N° 5 on Tour. Во время выступления Милен была одета в блестящую красную накидку с капюшоном, сначала сидела на ступеньках сцены, когда она пела первый куплет, затем вставала. Однако для шоу в России песня была заменена на «L’Amour n’est rien…», которая была крайне популярна в стране в то время.

## Сторона «Б»: «La Veuve noire»
На стороне «Б», а также третьим треком на CD maxi была песня «La Veuve noire» (с фр. — «Черная вдова»), ранее нигде не публиковавшаяся. Название песни относится к очень маленькому ядовитому пауку, который живет в средиземноморских регионах. В лирике она обращается к теме артистической смерти: Фермер описывает свой опыт во время её первого тура в мае 1989 года, она сравнивает свалившуюся на нее славу с некоторыми характеристиками паука. С точки зрения музыки, это немного измененная версия инструментала «À quoi je sers…». Эта песня никогда нигде не исполнялась, но была включена в сборник Les Mots.

## Список композиций
Ниже приведен список форматов и версий, в которых когда-либо издавался «À quoi je sers…»:
- 7"-сингл

| №  | Название                           | Длительность |
| -- | ---------------------------------- | ------------ |
| 1. | «À quoi je sers…» (single version) | 4:35         |
| 2. | «La Veuve noire»                   | 4:13         |

- CD-maxi-сингл / 7"-maxi-сингл

| №  | Название                           | Длительность |
| -- | ---------------------------------- | ------------ |
| 1. | «À quoi je sers…» (club remix)     | 7:50         |
| 2. | «La Veuve noire»                   | 4:13         |
| 3. | «À quoi je sers…» (single version) | 4:35         |

- 7"-сингл (промо)

| №  | Название                               | Длительность |
| -- | -------------------------------------- | ------------ |
| 1. | «À quoi je sers…» (single version)     | 4:39         |
| 2. | «À quoi je sers…» (orchestral version) | 4:39         |

- Цифровая загрузка

| №  | Название                              | Длительность |
| -- | ------------------------------------- | ------------ |
| 1. | «À quoi je sers…» (single version)    | 4:35         |
| 2. | «À quoi je sers…» (1989 live version) | 5:05         |
| 3. | «À quoi je sers…» (club remix)        | 7:50         |
| 4. | «À quoi je sers…» (2009 live version) | 5:07         |

## Официальные версии
| Версия              | Длительность | Альбом                             | Ремикс        | Год  | Примечания |
| ------------------- | ------------ | ---------------------------------- | ------------- | ---- | --- |
| Single version      | 4:30         | Les Mots                           | —             | 1989 | Оригинальная сингловая версия |
| Club remix          | 7:50         | Dance Remixes                      | Лоран Бутонна | 1989 | В версии используется больше инструментальных мостов, также можно услышать слово «Quoi» мужским голосом.                                                                                            |
| Orchestral version  | 4:30         | —                                  | Лоран Бутонна | 1989 | Инструментальная версия песни, голос Милен можно услышать только на фоне. |
| Music video         | 4:58         | Les Clips Vol. III, Music Videos I | —             | 1989 | |
| Live version (1989) | 5:05         | En Concert                         | —             | 1989 | Концертная версия песни, инструментальная часть максимально приближена к сингловой, однако в начале можно услышать гитарную партию, и только потом синтезатор и оркестр вступают с основной частью. |
| Live version (2009) | 5:07         | N° 5 on Tour                       | —             | 2009 | Акустическая версия песни. |

## Участники записи
Ниже приведен список участников записи, представленный на оборотной стороне синглового издания:

| - Милен Фармер — стихи - Лоран Бутонна — музыка - Тьерри Роген — запись и сведение на Studio Méga - Андрэ Перра / Top Master — оформление | - Requiem Publishing / Bertrand Le Page — редакция - Polydor — звукозаписывающая компания - Марианн Розенштиль / Sygma — фото - Жан-Поль Теодюль — дизайн |

## Чарты и продажи
| Чарт (1989)    | Пиковая позиция | Продажи |
| -------------- | --------------- | ------- |
| Франция (SNEP) | 16              | 120 000 |
| Чарт (2018)    | Пиковая позиция | Продажи |
| Франция (SNEP) | 3               | 1 900   |

## История релизов
| Дата      | Лейбл   | Регион  | Формат          | Каталог   |
| --------- | ------- | ------- | --------------- | --------- |
| Июль 1989 | Polydor | Франция | 7"-сингл        | 889 758-7 |
| Июль 1989 | Polydor | Франция | 7"-maxi         | 889 759-1 |
| Июль 1989 | Polydor | Франция | CD-maxi         | 889 759-2 |
| Июль 1989 | Polydor | Франция | 7"-maxi (промо) | 2029      |